# سرتشال (مارغون)
سرتشال (بالفارسية: سرچال) هي قرية تقع في إيران في قسم مارغون الريفي. يقدر عدد سكانها بـ 55 نسمة بحسب إحصاء 2016.